# Waymadda
Waymadda Szűts, Zhang, Gallé-Szpisjak & De Bakker, 2020 è un genere di ragni appartenente alla famiglia Salticidae.

## Distribuzione
Le due specie sono diffuse in Papua Nuova Guinea.

## Tassonomia
Non sono stati esaminati esemplari di questo genere dal 2020.
Attualmente, a gennaio 2022, si compone di 2 specie:
- Waymadda enduwa Szuts et al., 2020[2] — Papua Nuova Guinea
- Waymadda rufa (Maddison, 2009) - Papua Nuova Guinea